# Route nationale 86
Die N86 ist eine französische Nationalstraße, die 1824 zwischen Lyon und Beaucaire festgelegt wurde. Sie geht auf die Route impériale 104 zurück und hatte eine Länge von 257 Kilometern. Während die N7 links der Rhône verläuft, bildet die N86 die Achse rechts der Rhône. Zum Ende des 19. Jahrhunderts hin entstanden auf dieser Strecke Brücken über die Rhône, die größtenteils als Seitenast der N86 gezählt wurden; einzelne der N7. Die Zufahrtsstraßen zu den Brücken waren meist weiterhin den Départements unterstellt. 1933 wurden die Seitenäste dann mit Nummern versehen. 1949 erfolgte eine grundlegende Änderung des Laufweges am südlichen Ende. Die N86 wurde ab Remoulins über die N87 nach Nîmes geführt und die bisherige Trasse wurde zum Seitenast N86L. Dadurch wurde sie 2 Kilometer länger. Ab 1985 erfolgte die Verlegung der N86 auf neu gebauten Umgehungsstraßen. Dies betraf unter anderem die Orte Bourg-Saint-Andéol, Le Teil und La Voulte-sur-Rhône. 1990 wurde der Abschnitt zwischen Lyon und Brignais in Départementstraßen umgenummert. Dies geht auf die Abstufungsreform von 1973 zurück. 2006 wurde sie bis auf den Abschnitt zwischen Pont-Saint-Esprit und Bagnols-sur-Cèze abgestuft; sowie ihr den Abschnitt der N94 von der N7 bis Pont-Saint-Esprit zugeschlagen.

## N86a
Die N86A war ein Seitenast der N86, der 1933 festgelegt wurde. Er verlief von der N86 in La Mulatière am Saôneufer entlang bis zur N6. Dabei kreuzte die Straße auf halbem Wege die N7. 1973 wurde die Straße abgestuft.

## N86e
Die N86E war ein Seitenast der N86, der 1933 in La Voulte-sur-Rhône als Bypassstrasse zur Kreuzung mit der N86F festgelegt wurde. 1973 wurde sie zu einer Kommunalsstrasse abgestuft.